# Herrngiersdorf
Herrngiersdorf este o comună din landul Bavaria, Germania.
Se află la o altitudine de 405 m deasupra nivelului mării. Are o suprafață de 25,12 km² și 25,08 km². Populația este de 1.295 locuitori, determinată în 30 septembrie 2019, prin actualizare statistică[*].